# 山王宮日吉神社
山王宮日吉神社（さんのうぐうひよしじんじゃ）は、京都府宮津市にある神社。宮津郷の総産土神とされた。例祭の「山王祭」は江戸時代には宮津藩祭と定められ藩士もその行列に参加した。宮津祭とも呼ばれている。旧社格は郷社。地元では「さんのうさん」、「ひよしさん」と呼ばれ、親しまれている。

## 祭神
- 大己貴神（おおなむちのかみ）
- 大山咋神（おおやまくいのかみ）

## 歴史

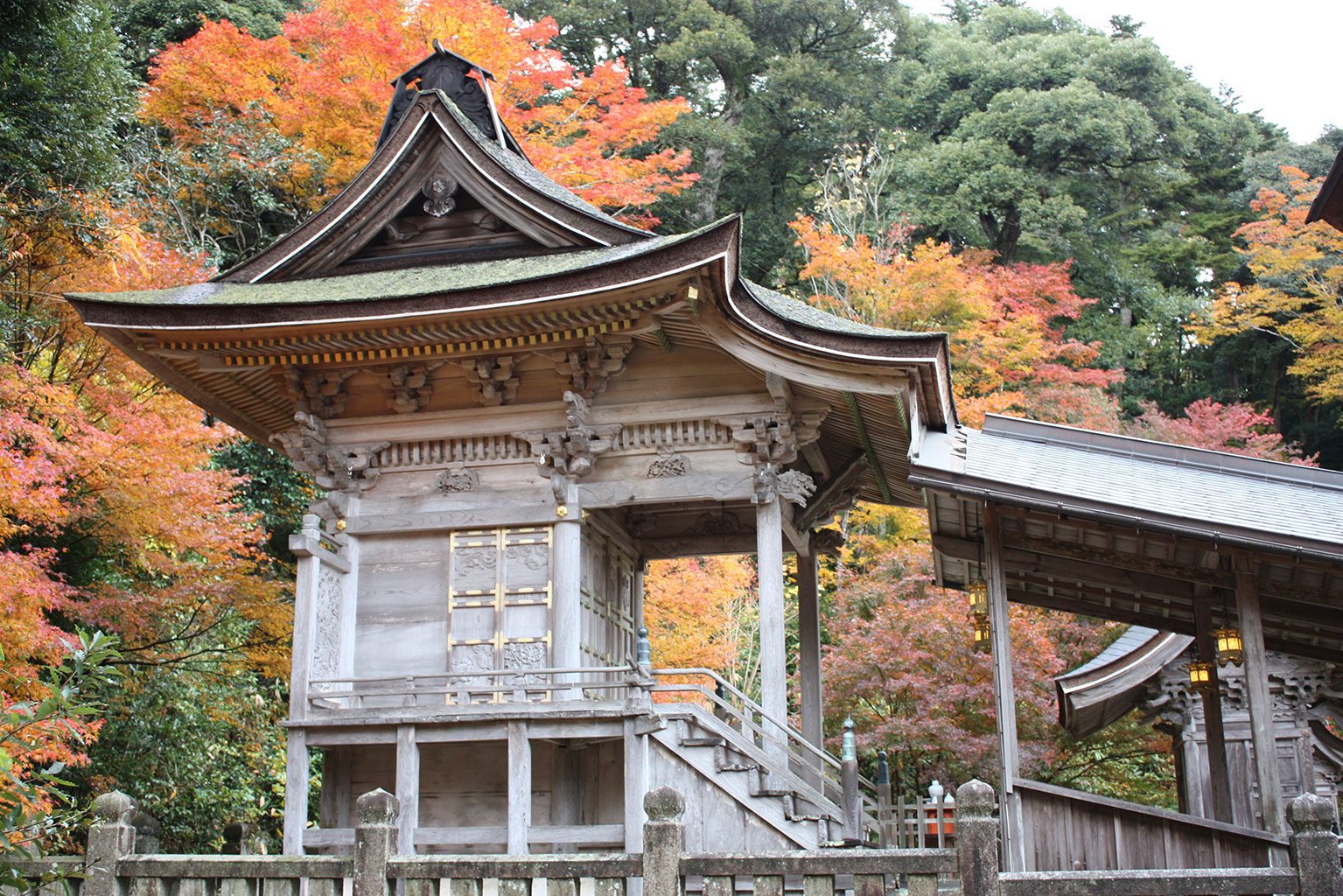
本殿

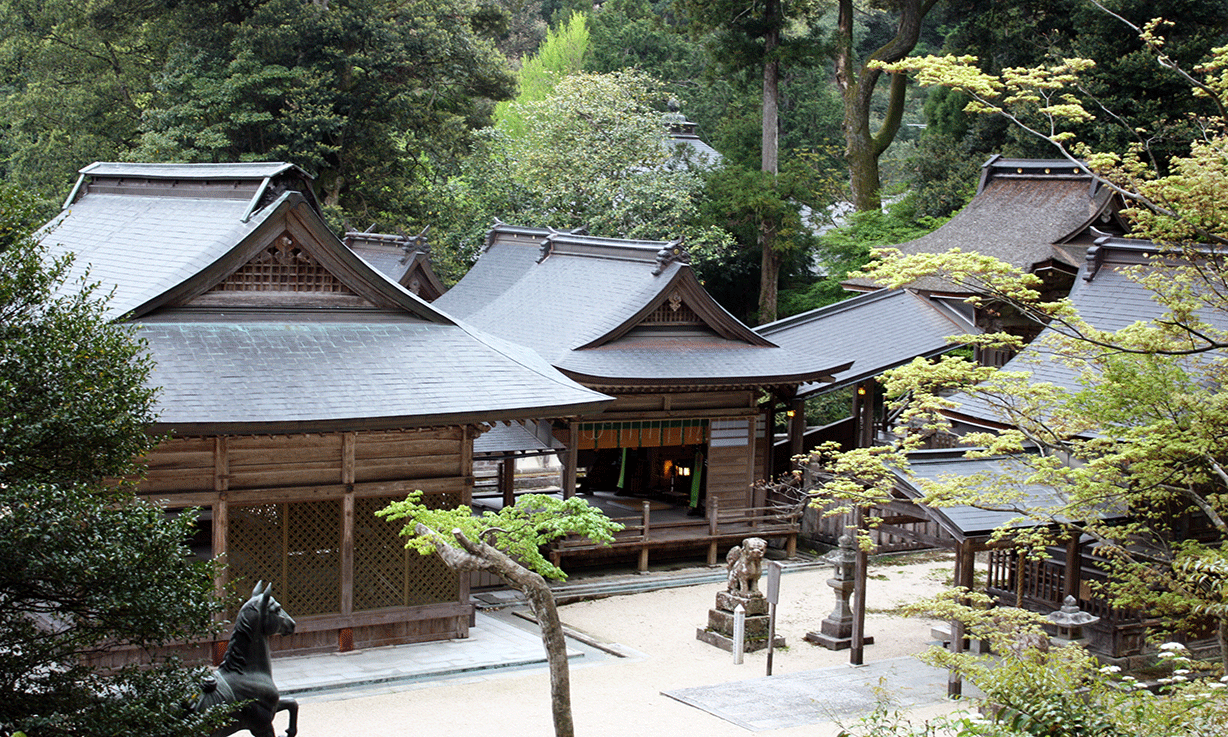
神域全景

宮津城下西部の滝上山山裾の、松ヶ岡と呼ばれる宮津湾を望む丘を神域として鎮座する。境内には他に7社の摂・末社があり、本殿右には式内社であり摂社とされる杉末神社が祀られている。創建は平安時代とも言われているが年代は不明であり、近江国坂本の日吉大社より勧請されたものとされている。神域は元は宮津郷内唯一の古社である杉末神社の境内であり、山王宮日吉神社は平安時代にその境内地に祀られたとされる。やがて旧藩時代歴代の宮津藩主の崇敬の中で主神となり、神域中央に本殿を始めとする社殿が藩主により次々と造られていった。
現在の社殿は1688年(貞享5年)藩主・阿部正盛により再建。廊下は1716年(享保元年)に藩主・奥平昌春、続く幣殿は1749年(寛延2年)藩主・青山幸道により建立、また拝殿は1835年(天保6年)藩主・本庄宗発により建造されている。
本殿は与謝郡一帯に分布する社殿形式の最古例であり京都府の指定文化財に、また他の摂・末社の多くも文化財として登録されている。神域には巨木が多く点在し、その全域は文化財環境保全地区に定められている。また近年、北前船寄港地として文化庁より日本遺産に認定された宮津市の構成文化財の一つでもある。
特に江戸時代には歴代宮津藩主の崇敬を受け、宮津郷の産土神とされた。氏子区域は宮津城と城下を区切る大手川沿いの東堀川、京街道より西全域とされ、春の祭礼である山王祭は城下挙げての大祭であった。宮津祭・国祭とも呼ばれ、宮津藩や宮津城主と深く関わる藩祭として定められた。現在の神輿は幕末の藩主・本庄宗秀が寄進したものである。神仏分離令以前は山王社と称し、現在も宮津ではその呼称で呼ばれ続けられている。

## 境内
境内地は、背後の滝上山と共に宮津屈指の景勝地で、1647年（正保4年）に時の宮津藩主であった京極高広が作庭し、次代藩主信濃守永井尚長が延宝年間に拡張、漱玉亭（そうぎょくてい）と名付けて祠堂を構え、庭園も整備した。その名残と言われる大さざんか（根本を囲む「漱玉」と彫った大石が残る）が残る。
如願寺とは境内続きである。
境内の北西に位置する漱玉亭跡庭園は、山麓の自然林を借景に、滝石組を備えて人工の瀑布を設けた庭園であり、宮津市の名勝に指定されている。社蔵の古地図によれば、如願寺川の上流から水をひいて爆流としており、その水道の遺構が石組の頂上にある。漱玉亭を中心に一帯の風景を称賛した十六境の詩文が遺されている。借景となっている後山を滝上山と称するのは、この滝に由来するとの一説がある。
また、境内の石段の脇に、「含紅桜（がんこうざくら）」が残る。含紅桜は樹齢400年程と推定され、藩主であった永井尚長が植樹命名した記録が残っている。漱玉亭の大さざんかと共に宮津市の天然記念物に指定されている。
また、秋の初土俵入の頃には境内に数多く自生している「つわぶき」が一斉に開花し参拝者の目を楽しませる。宮津湾からの心地よい浜風がつわぶきを育む環境を作り出しているとされる。

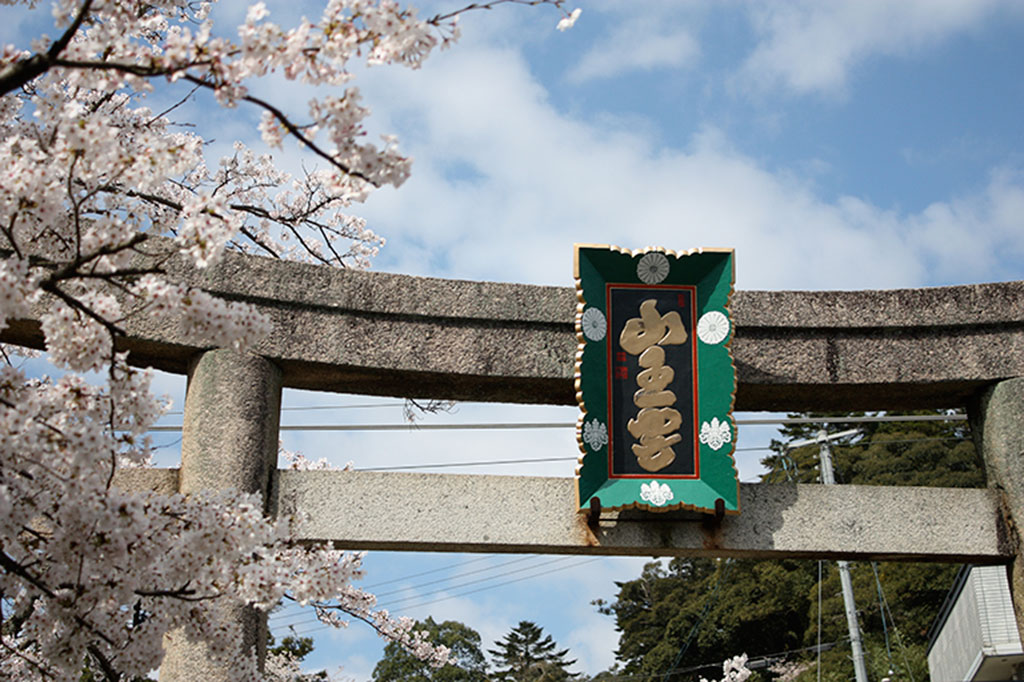
神域の鳥居と神額
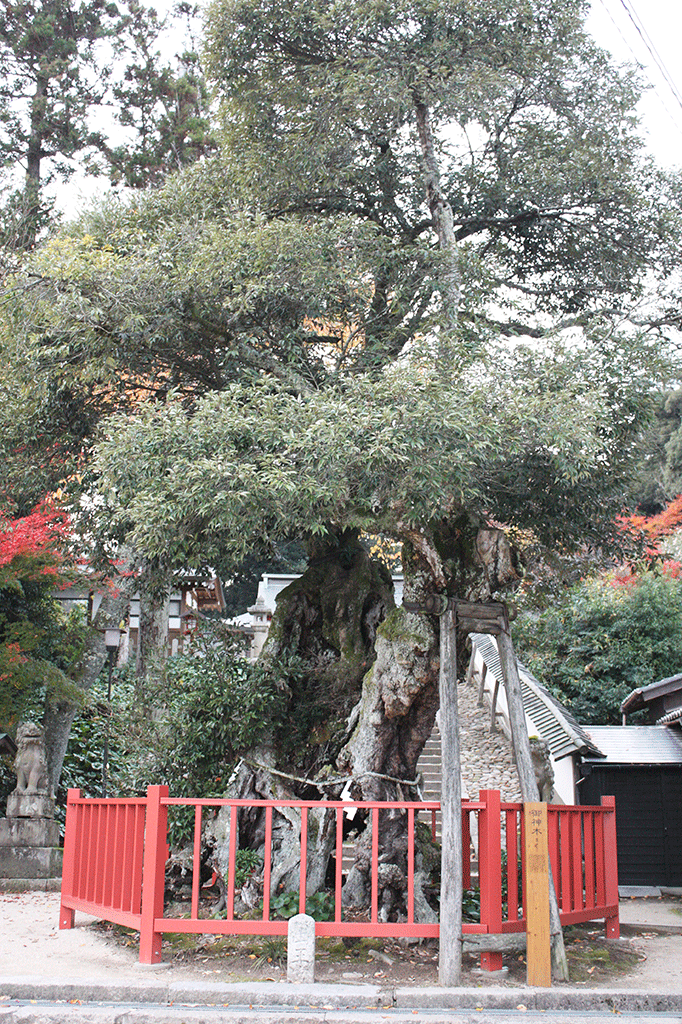
椎の巨木（神木）
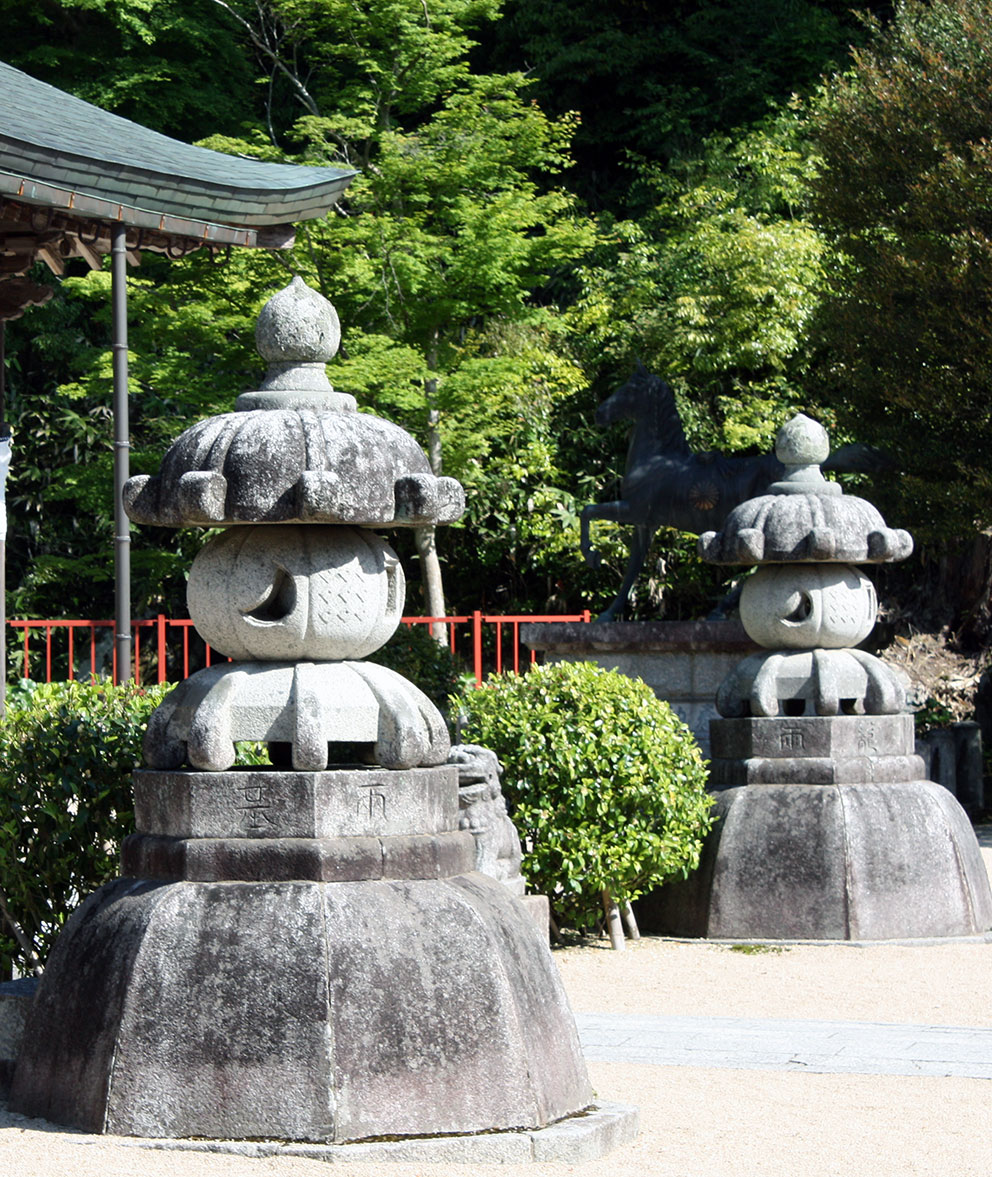
藩主・本庄宗秀が寄進した八角石灯籠
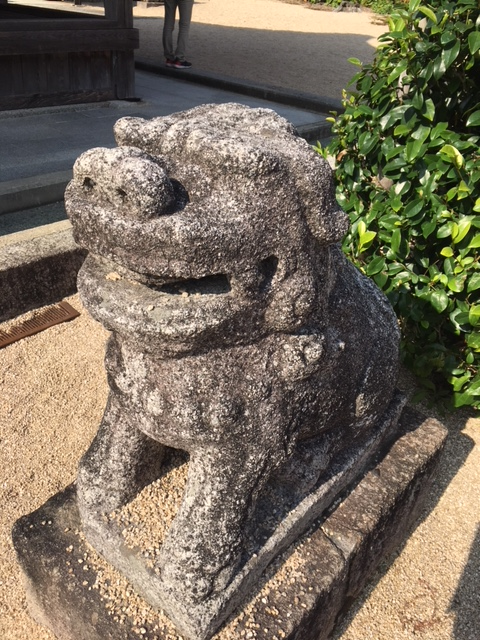
狛犬
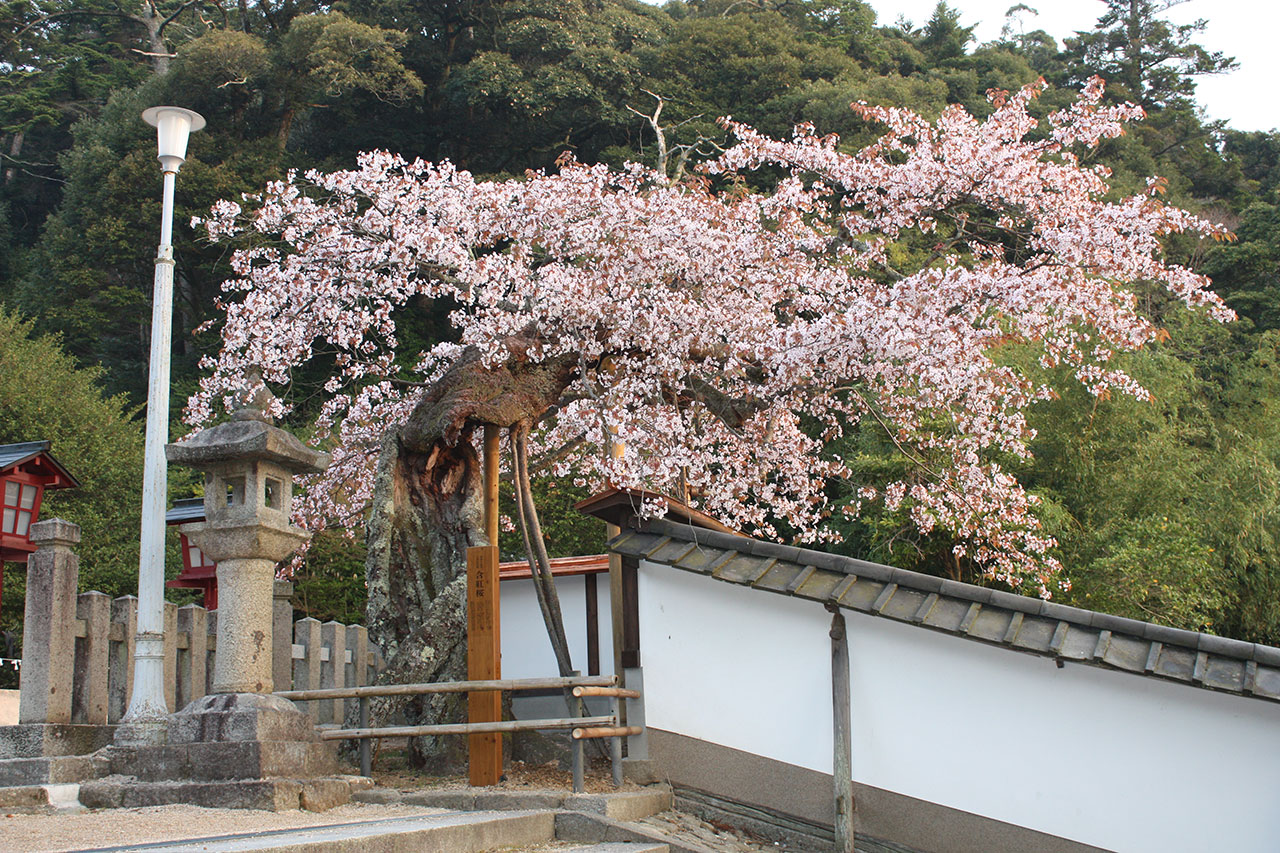
宮津市天然記念物  含紅桜
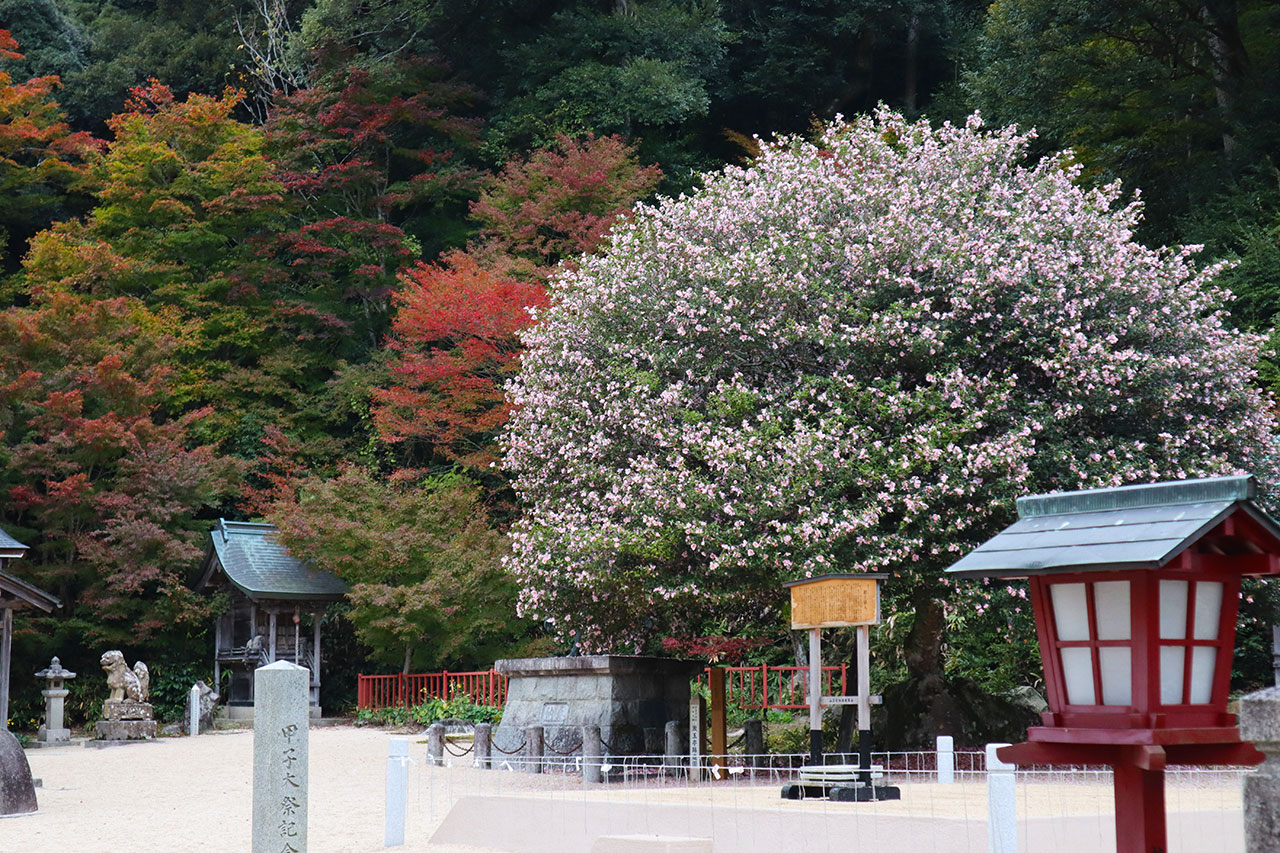
宮津市天然記念 大さざんか
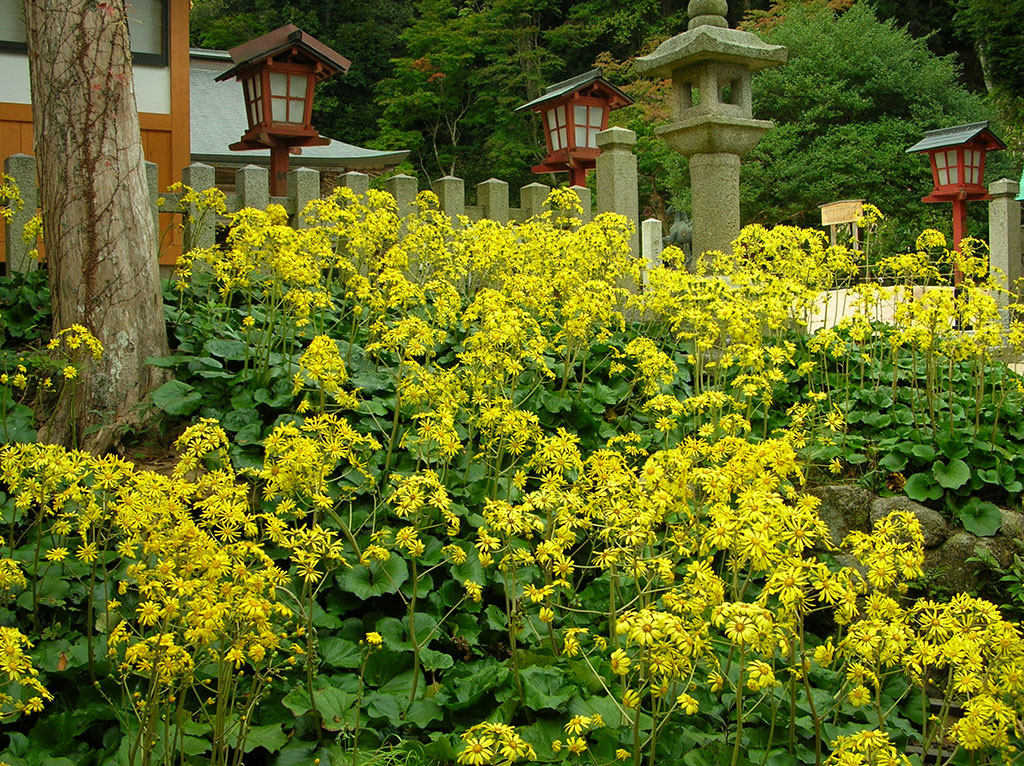
秋・つわぶきの花
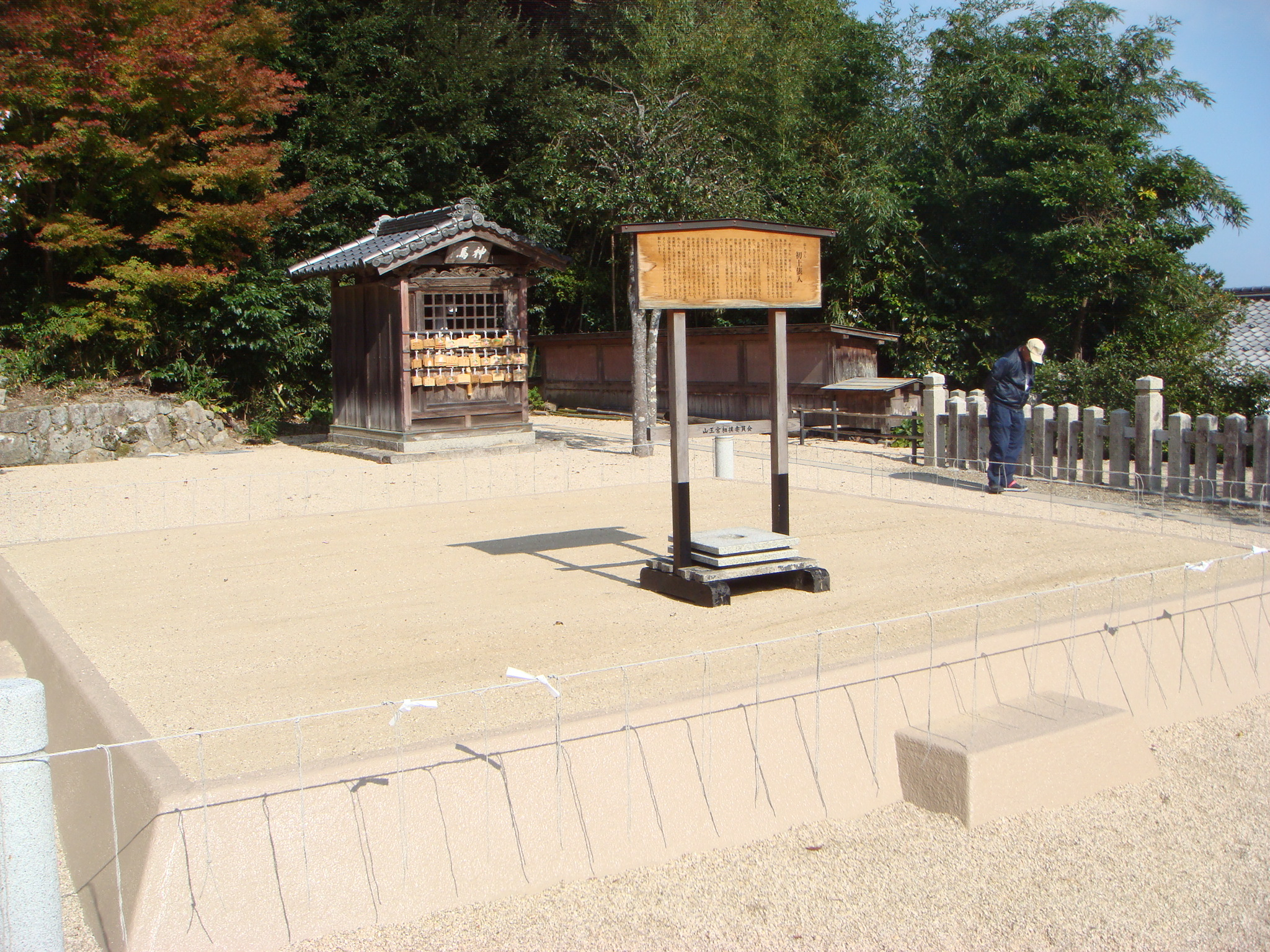
こども相撲の行われる土俵

## 境内社

### 摂社
- 杉末神社（すぎのすえじんじゃ）

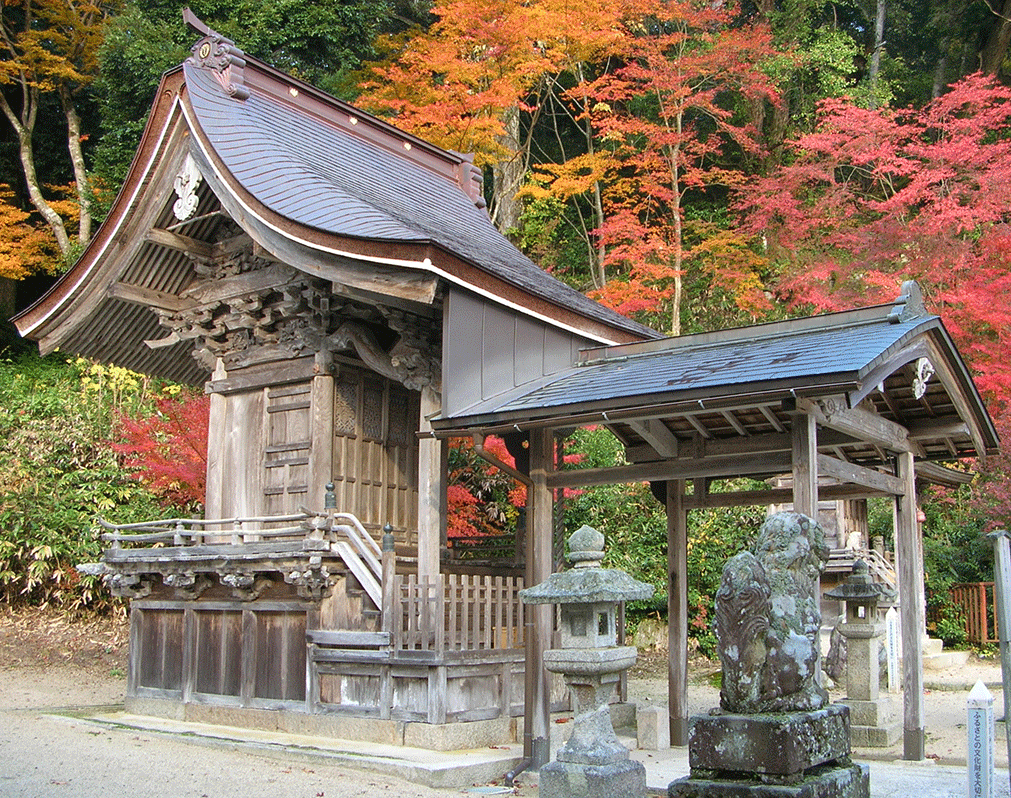
摂社・杉末神社

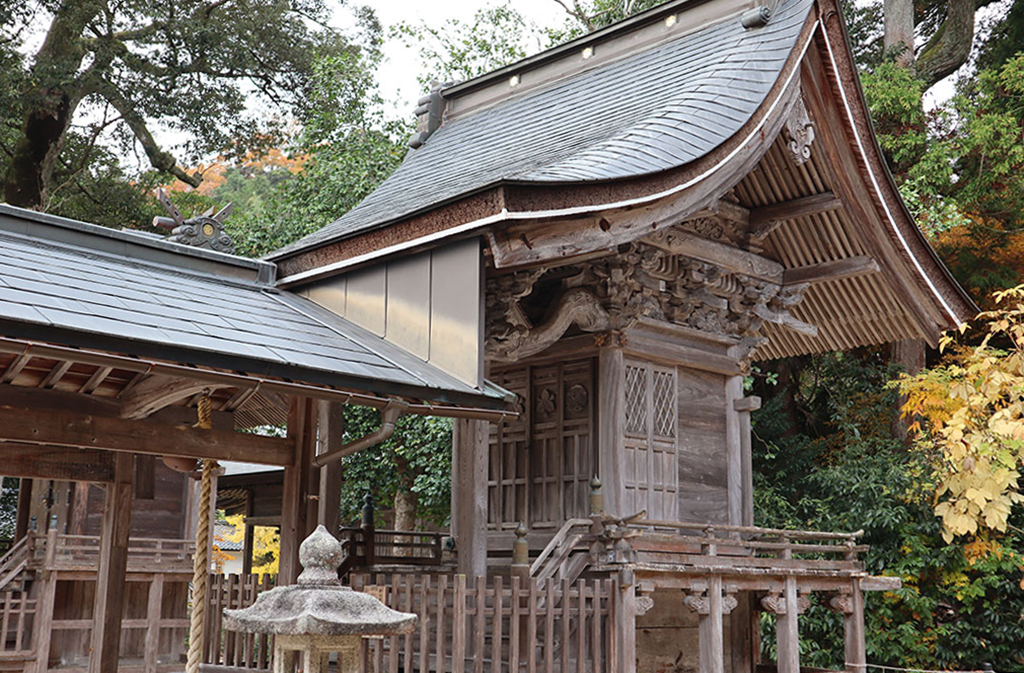
末社・恵比寿神社

  - 延喜式に式内社としての記述があり、山王宮日吉神社より杉末神社のほうが古くから存在する神社であると考えられる。現在の本殿は、1794年（寛政6年）に本殿が建てられたという棟札の記載が残る。杉末神社には珍しい神賑行事として赤ちゃんの土俵入りの神事がある。「初土俵入」と呼ばれ10月10日の例祭日に行われて[14]いたが、近年「体育の日」にあわせて10月第2月曜日の祝日に変更されている。

### 末社
- 恵比寿神社（えびすじんじゃ）
- 船魂神社（ふなだまじんじゃ）
- 年徳神社（としとくじんじゃ）
- 山神社（さんじんじゃ）
- 琴平神社（ことひらじんじゃ）
- 致命壮烈社（ちめいそうれつしゃ）

## 文化財

### 京都府指定文化財
- 本殿

### 京都府登録文化財
- 拝殿
- 摂社杉末神社本殿
- 末社恵比寿神社本殿
- 末社船魂神社本殿

### 宮津市指定有形文化財
- 木造男神坐像 2躯
- 棟札 16枚
- 銅経筒（附 納入経断簡一括）

### 宮津市指定有形民俗文化財
- 板絵著色山王社祭礼図6面（附 紙本墨画山王社祭礼下絵2巻）

### 宮津市指定名勝
- 漱玉亭跡庭園

本節の出典：宮津市内の指定文化財等一覧（宮津市サイト、2019年5月26日閲覧）

## 祭事

### 春の例祭「山王祭」

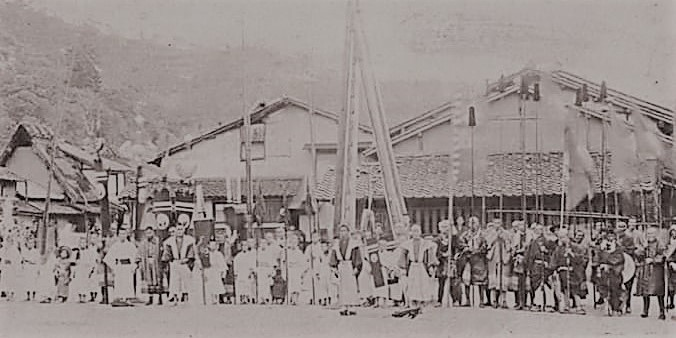
「山王祭」の巡幸における記念写真（大正時代）

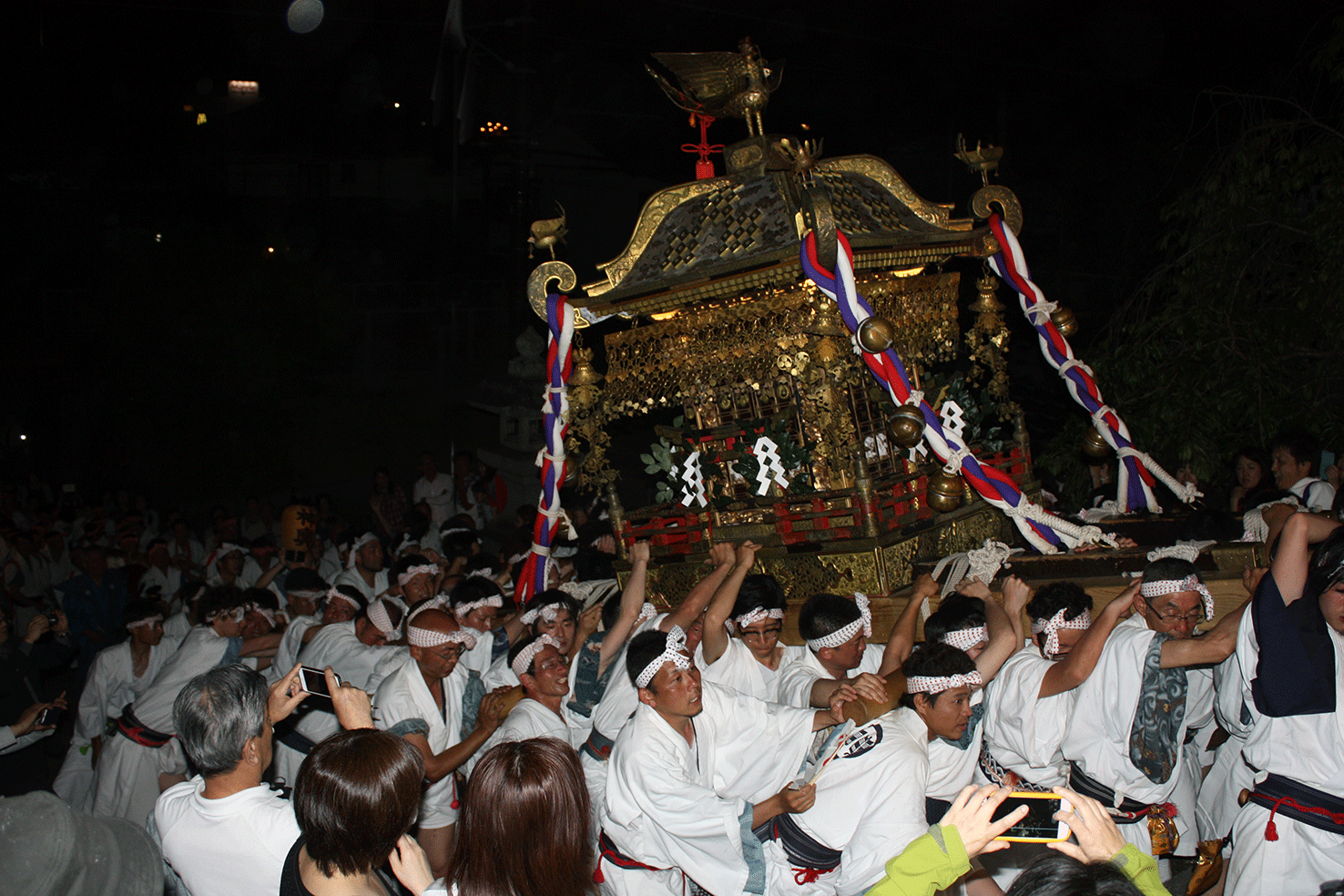
山王祭・夜のお宮入り

山王祭は、かつては「4月の中の申の日」に執り行われ、現在は毎年5月15日に執り行われる例祭で、関連する行事は5月13日より始まる。発祥は安土桃山時代に宮津城が築城され、城下町が形成されるより以前まで遡る。申の日に行われたのは猿が山王の神の使いである神使であることによる。1858年（安政5年）より4月15日に固定され、明治に入り新暦に合わせて藩主の命により5月15日に定められた。例祭は江戸時代には藩祭とされ祭礼行列には馬や槍などの藩士がその行列に参加した。祭礼出し物は宮津城内へも入り、藩主がこれを見物して褒美を与えた記録が残る。祭には神輿を中心に漁師町の浮太鼓、宮町の神楽、また城下の主な町内が練り物や最大26基の芸・山屋台を繰り出して子供歌舞伎を行った。城下挙げての祭礼は宮津祭とも称されるようになった。
明治期の町人・戸祭乗泰の日記では、明治時代末期の祭日の様子を次のように伝えている。
現在祭礼は8町による輪番で山王宮太神楽と呼ばれる獅子舞が13日から繰り出される。これは各家の厄払いと共に神輿の神幸道中を先に清める役割を持つためである。翌14日からは漁師町の浮太鼓と呼ばれる太鼓の伝統芸能が参加する。浮太鼓は芸能と共に15日の神輿の神事に深く係わる役割を持ち発御還御ともに神輿のすぐ後でこれを鼓舞する。漁師町浮太鼓は近辺で見られる太鼓芸の原型であり宮津市の無形民俗文化財に指定されている。神輿巡幸は宮津城下の平安を祈る重要な儀式とされ、神社より海を隔てた向かい岸の波路御旅所まで進む。江戸時代には宮津城はその途中にあり、藩主は大手門、波路門を開放して神輿の通行を許した。今も巡幸順路は当時と大きく変わることなく継承されている。宮津各所で祈願を終えた神輿は漁師町に於いて夕闇の中「練り込み」と呼ばれる疾走の往復を幾度も行い、神楽、威儀物、浮太鼓と共に石段を上り浄闇の中で還幸を果たす。

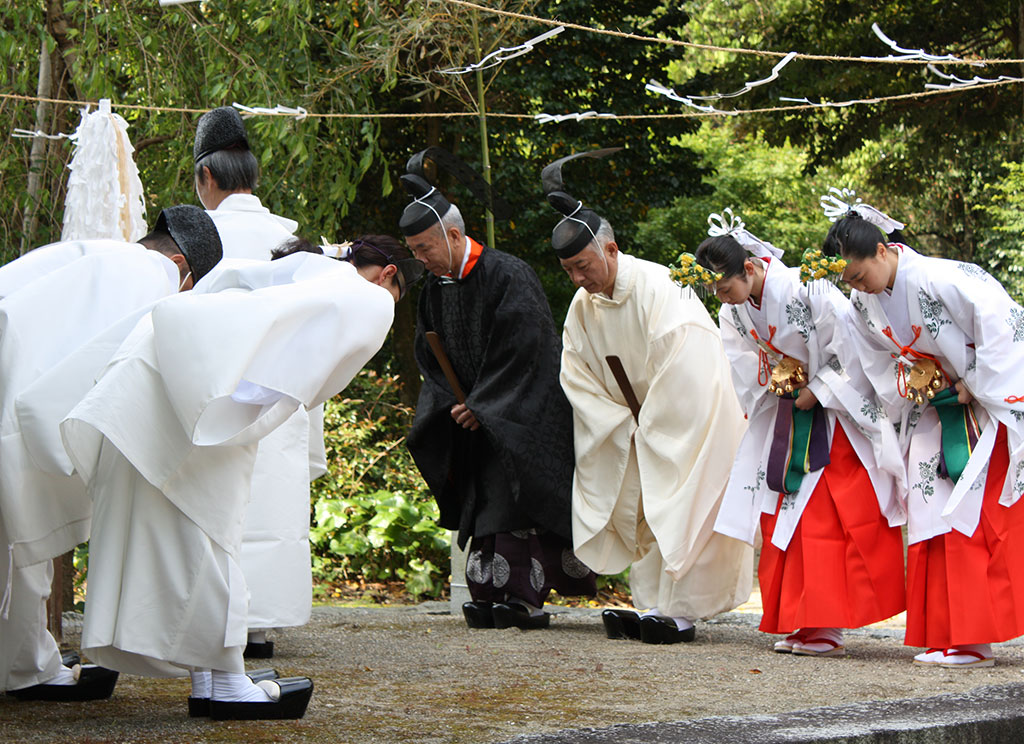
境内祓戸での修祓の儀
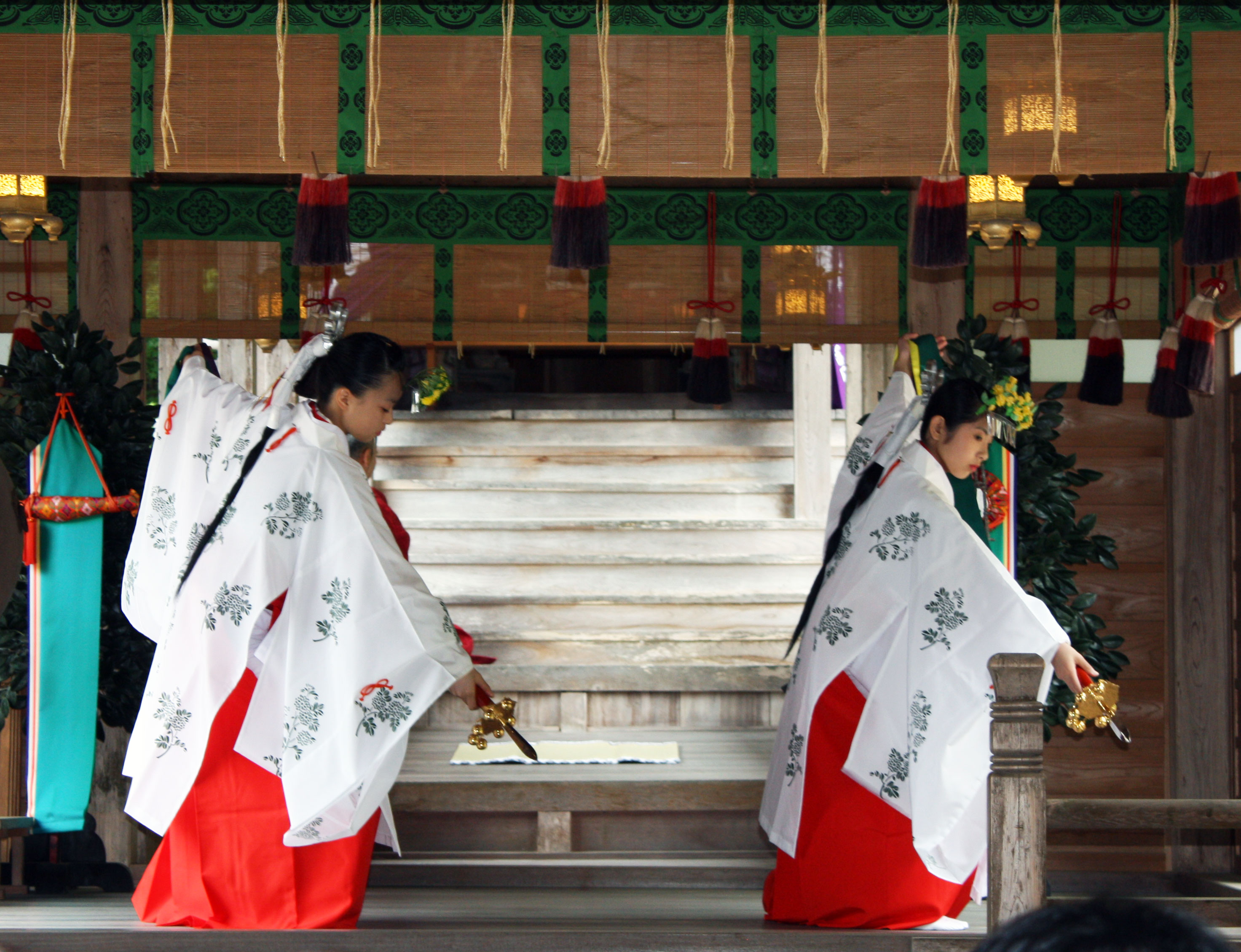
幣殿で奉納される巫女舞
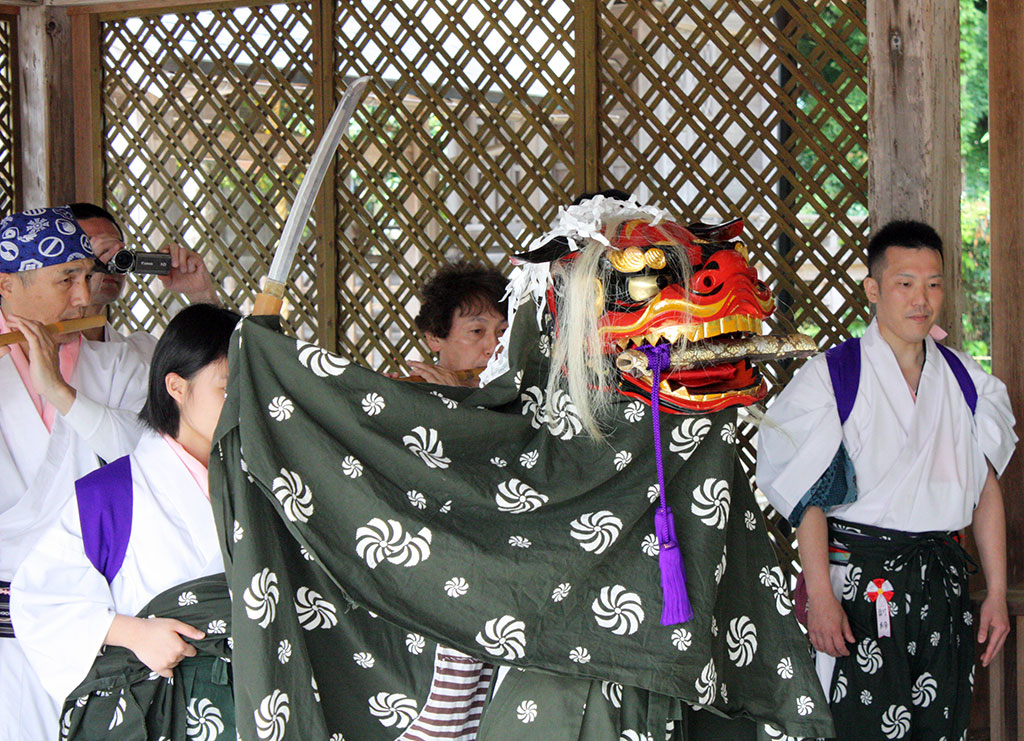
山王宮太神楽
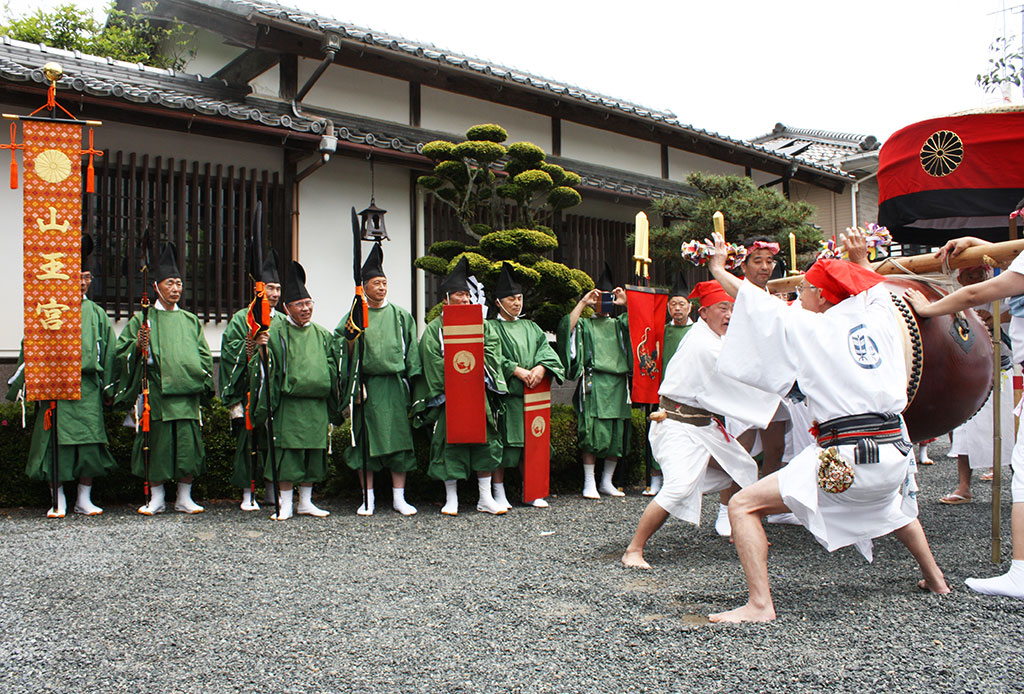
宮司家前に並ぶ威儀物と浮太鼓
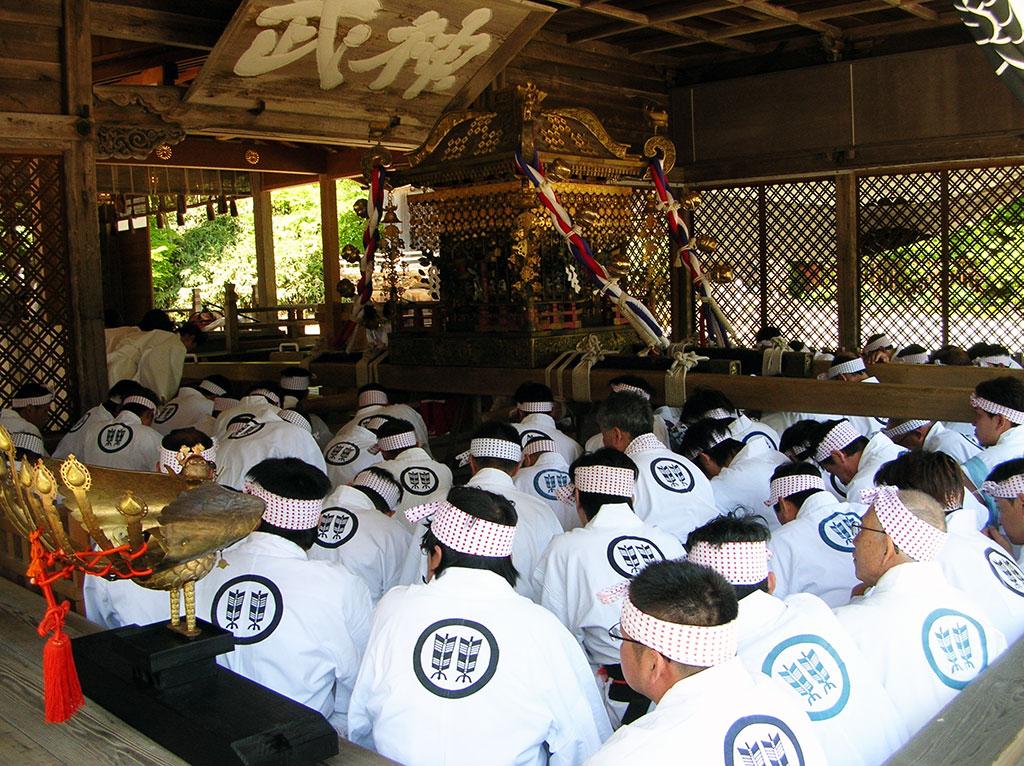
神輿に神が遷る
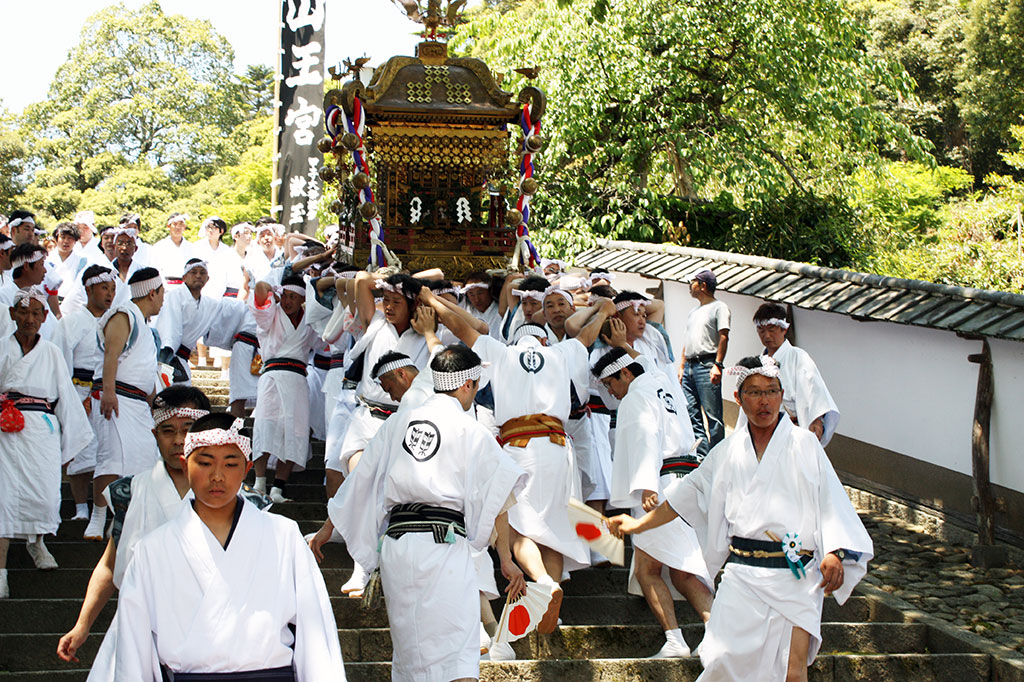
発御 宮津城下へ下る神輿
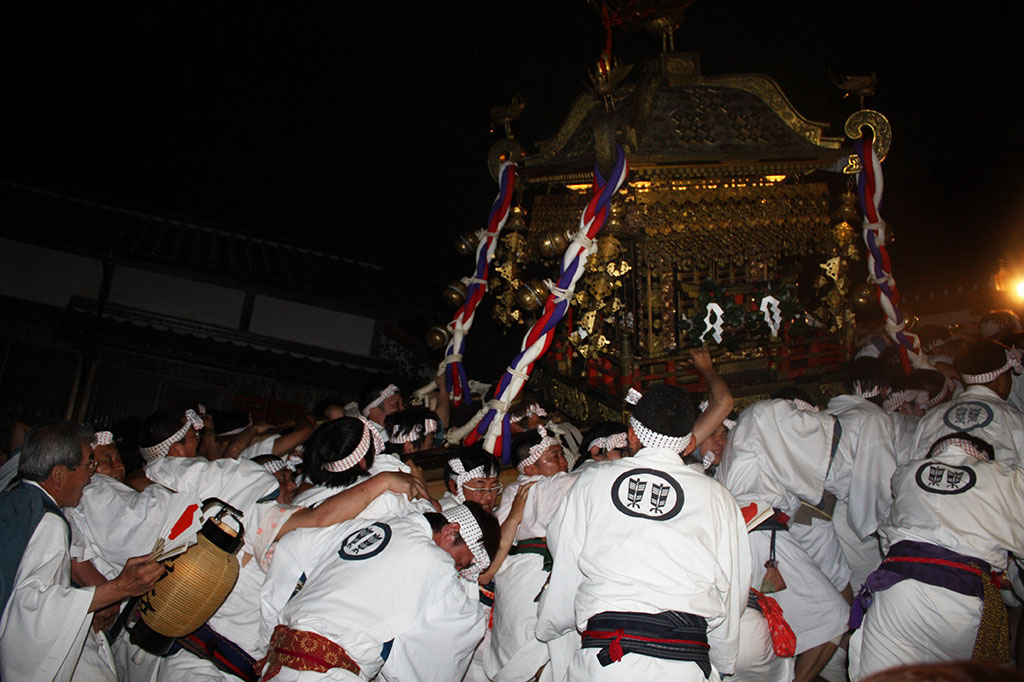
還御 城下より神社に還る

### 秋の例祭「赤ちゃん初土俵入」

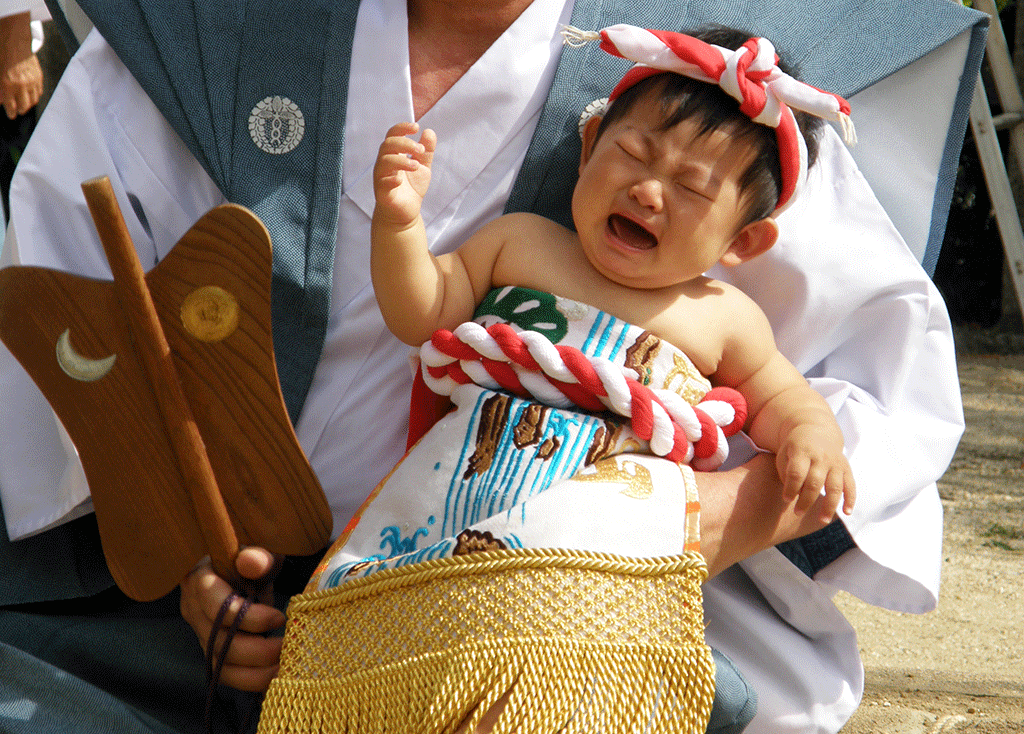
赤ちゃん初土俵入

赤ちゃん初土俵入は、境内にある式内社・杉末神社の例祭で行われる神事で、幼児が化粧廻しを付けて見えない神を相手に相撲を取り、神聖な土俵の砂に尻を付くことで健康を授かるとされている。
社蔵の文献によれば、江戸時代の前期の1681年（延宝9年）に花相撲の奉納が行われた記録が残る。地元力士による奉納花相撲が執り行われていた影響で、江戸中期に氏子のなかの有力な家々が屋号などをもとにした化粧廻しを作り、息子たちを土俵に上げたのが起源と思われ、寛政年間にかけて徐々に現在の形になったものと考えられている。宮津の旧家には、かつて昔使われた化粧廻しが残る家もあり、一部は山王宮日吉神社に寄贈され保管されている。
現在の化粧廻しは宮津の風景や花々などをあしらって、神社で多数制作されたものを使用して行われている。境内の着付け所で化粧廻しと半纏を着た幼児は母親に抱かれて先ず杉末神社で祓いと祈願が行われ、その後神社正面にある土俵に進む。幼児を受け取った行司は、土俵中央で杉末神社に対面して「ヨイショ ヨイショ」と言いながら幼児に四股を踏ます。次に「シィー」という声と共に赤ちゃんを抱えて土俵際まで神様を押し出す仕草を行う。再び「シィー」という声を出しながら土俵中央まで押し戻されて、赤ちゃんの尻を土俵に付ける。つまり杉末神社の神と相撲を取り、神様を寄り切ろうとするが押し戻されて倒され負けてしまうのだが、神と相撲を取ることで健康を祈願するという神事である。
毎年秋の「体育の日」に執り行われ、京阪神など遠方からの参加も含めて300名前後の参加がある。かつては男児のみであったが、近年は女児も参加できる。

## 現地情報
所在地
- 京都府宮津市宮町1048

交通アクセス
- 京都丹後鉄道（宮舞線・宮豊線・宮福線）宮津駅下車、徒歩約18分[15]。
- 丹後海陸交通、「山王橋」バス停より徒歩4分[20]。または、「山王下」バス停下車[21]。
- 京都縦貫道宮津・天橋立インターから車で7分[21]。

周辺
- 如願寺
- 滝上公園
- 秋葉神社
- 愛宕神社
- 矢野家住宅
- 黒田家住宅
- 旧三上家住宅
- 尾藤家住宅